# Illinți, Borzna
Illinți (în ucraineană Іллінці) este un sat în comuna Berestoveț din raionul Borzna, regiunea Cernihiv, Ucraina.

## Demografie
Componența lingvistică a localității Illinți
     Ucraineană (100%)
Conform recensământului din 2001, toată populația localității Illinți era vorbitoare de ucraineană (100%).